# Trunks
Trunks (トランクス Torankusu) là một nhân vật trong truyện tranh Dragon Ball, và anime Dragon Ball Z và Dragon Ball GT. Là con người lai Saiyan với Trái Đất. Trong tiếng Anh Dubs của Budokai và loạt Budokai Tenkaichi video game, Trunks được gọi là Kid Trunks, để phân biệt với các đối tác trong tương lai của mình thay thế.

## Bản thân
Trunks có mái tóc của mẹ mình và màu mắt (màu tím và màu xanh, tương ứng), mặc dù sau này có hình dạng giống như cha mình, như là một hậu duệ của ông nội, tóc và đôi mắt của cậu vẫn biến thành màu vàng và màu xanh lá cây khi cậu trở thành một siêu Saiyan. Tương lai của Trunks quàng khăn vàng, quần đen, một áo sơ mi đen tay dài, và một áo chàm Capsule Corporation. (Mặc dù áo của cậu màu xanh nhạt và mang dòng chữ "Capsule" trong bộ phim "Lịch sử của Trunks"). Anh là Saiyan nam duy nhất không có màu tóc đen. Điều này đúng cho cả hiện tại và tương lai Trunks. Sau này, Goten và Trunks đã tập thành công phép Lưỡng Long Nhất Thể và cả hai kết hợp thành Gotenks và được Piccolo huấn luyện và đạt được tới cấp Siêu saiyan cấp 3.

## Cá tính
Trunks lúc đầu tiên cũng có sự nghi ngờ của anh về Goku, người mà anh tin rằng ban đầu là không mạnh như cha anh. Sau đó Trunks cảm thấy kính nể Goku vô cùng sau khi nhìn thấy Goku Siêu Saiyan Cấp 3 và quyền lực chiến đấu. Mặc dù vậy, Trunks lại có một tuổi thơ hồn nhiên vui vẻ với Goten cho đến khi lớn Dragon Ball GT, ngược lại với Trunks đến từ tương lai trong Dragon Ball Z . Khi lớn lên, khác với Trunks nghịch ngợm hồi bé, Trunks lớn hòa nhã và thân thiện hơn với mọi người. Trong Dragon Ball GT, Trunks đặc biệt thân thiết với Pan, cháu nội của Goku, trong hành trình đi tìm 7 viên ngọc rồng bay lạc khắp vũ trụ.

## Dragon Ball Super
Trunks tương lai quay lại và sự xuất hiện của một mối đe dọa mới cho Trái Đất - Black Goku.
Black Goku được tạo ra bởi rồng thần Siêu cấp với điều ước của Zamasu (học trò của Kaioshin vũ trụ thứ 10).
Bắt đầu ở thế giới tương lai khi con người vừa thoát khỏi sự thống trị của đám Android. Một gã quái nhân có tên Black (Hắc Ám) đã bất ngờ xuất hiện, Trunks đã rất cố gắng để chống lại hắn ta nhưng vẫn không thể làm gì được, kể cả khi anh chàng đã biến thành Super Saiyan 2. Bulma sau đó đã làm một cỗ máy thời gian để Trunk quay về quá khứ và cầu cứu Goku cùng Vegeta.
Vì Black Goku quá mạnh, nên họ đã quay lại hiện tại.

## Diễn viên lồng tiếng
- Nhật Bản: Kusao Takeshi
- Blue Water Dub: Mathew Erickson
- Ocean Group Dub: Cathy Weseluck (Child); Allistair Abell (Adult)
- Funimation dub: Stephanie Nadolny (Baby); Laura Bailey (Child); Eric Vale (Adult, DBGT)
- Latin American Dub: Gabriella Willert (Child); Sergio Bonilla (Adult)
- Brazilian Dub: Diogo Maques (Child); Marcelo Campos (Adult)
- Philippines Dub: Bernie Malejana
- Lồng tiếng Việt: Tiến Đạt (Dragon Ball Kai); Kim Anh (Dragon Ball Z Kai the final chapter); Hoàng Sơn (Dragon Ball Super)